# 埃里克·卡彭蒂耶
埃里克·卡彭蒂耶（瑞典語：Erik Carpentier，1897年8月17日—1978年2月17日），瑞典男子体操运动员。他曾获得1920年夏季奥运会体操比赛男子团体瑞典式金牌。他在国内也参加跳高和十项全能比赛。